# Escudo de San José (Costa Rica)
El escudo de San José, fue creado por iniciativa del Regidor Ricardo Fernández Guardia y aprobado en Sesión VIII, celebrada por la Corporación Municipal el 28 de diciembre de 1904
Dicha Corporación adoptó el siguiente escudo:
Un escudo con la estrella de plata en campo azul, en memoria de las primeras armas de Costa Rica, alrededor del escudo con una orla roja para que éste tenga los colores nacionales. Debajo del escudo dos ramas de café en fruta entrelazadas por haber sido San José la cuna de este cultivo; y coronando el escudo un listón de oro con el lema AD MELIORA (Hacia Adelante) en letras azules indicando el espíritu progresista de la ciudad.